# Harpullia rhachiptera
Harpullia rhachiptera är en kinesträdsväxtart som beskrevs av Ludwig Radlkofer. Harpullia rhachiptera ingår i släktet Harpullia och familjen kinesträdsväxter. Inga underarter finns listade i Catalogue of Life.